# Seis Siniestros
Los Seis Siniestros son un grupo de supervillanos que aparecen en los cómics de Spider-Man publicados por Marvel Comics. Se extraen de la lista de enemigos de Spider-Man. La encarnación original del grupo fue organizado por el Doctor Octopus y estaba formado por Buitre, Electro, Mysterio, Hombre de Arena y Kraven el Cazador. Si bien el equipo ha tenido diferentes miembros en sus diversas iteraciones a lo largo de los años, el Doctor Octopus generalmente siguió siendo el líder en todas las versiones. A partir de esta unión, vinieron otras muchas, con diferentes líderes y componentes, entre ellas cabe destacar a los Doce Siniestros.
Desde su introducción en los cómics, los Seis Siniestros han aparecido en varias otras formas de medios, incluidas series animadas y videojuegos. Se está desarrollando una película basada en el equipo como parte del Universo Spider-Man de Sony.

## Historial de publicaciones
Los Seis Siniestros aparecieron por primera vez en The Amazing Spider-Man Annual #1 (enero de 1964).

## Biografía

### Formación original
Después de sufrir tres derrotas consecutivas de Spider-Man,el Doctor Octopus está separado de su paquete de tentáculos. Después de que su paquete de tentáculos se libera y ayuda al Doctor Octopus a salir de la prisión, se pone en contacto con todos los supervillanos conocidos que se cruzaron con Spider-Man. Siendo Buitre, Electro, Kraven el cazador, Mysterio y Hombre de Arena responden. Como ninguno de los miembros está dispuesto a renunciar al honor de matar a Spider-Man, deciden desafiar a Spider-Man individualmente con el orden en que lo enfrentan determinado por sorteo al azar.Los Seis Siniestros secuestran a la Tía May y a la secretaria de Daily Bugle, Betty Brant, manteniéndolas como rehenes para obligar a Spider-Man a enfrentarlos. Spider-Man derrota a los Seis Siniestros uno por uno, burlándose de su decisión de luchar contra él individualmente en lugar de como equipo.

### Regreso de los Seis Siniestros
En The Amazing Spider-Man # 334-339, el Doctor Octopus recluta a Electro, Mysterio, Hombre de Arena y Buitre, junto con el demoníaco Hobgoblin (ya que Kraven el Cazador había muerto) como parte de su plan para dominar el mundo. Sin embargo, esto era un truco, parte de un plan más amplio por el cual Octavius solo sería el amo del mundo. Hombre de Arena, que en este momento de su carrera se había reformado y había sido chantajeado para unirse, ayuda a Spider-Man a derrotar a los Seis Siniestros, y finalmente detuvo los planes de Octavius para conquistar el mundo.

### La Venganza de los Seis Siniestros
En Spider-Man # 18-23, Electro, Mysterio, Buitre y Hobgoblin se reúnen en un intento de vengarse de Doctor Octopus. Para engañar a Sandman y unirlos, golpean a su familia de crianza con una bomba, lo que lo lleva a creer que el Doctor Octopus los atacó como castigo por traicionarlo. Sandman se pone en contacto con Spider-Man y le pide que vigile al grupo como un seguro en contra de que lo traicionen. El Doctor Octopus derrota fácilmente a los otros miembros de los seis con sus brazos de adamantium recién adquiridos, luego golpea a Sandman con un arma que transforma su cuerpo en vidrio y golpea a Spider-Man casi hasta la muerte. Cuando la policía rodea el edificio, los otros miembros de los Seis Siniestros aceptan servir al Doctor Octopus a cambio de que los ayude a escapar. Los Seis Siniestros reunidos se lanzan alborotados, robando armas avanzadas y tecnología de varias fuentes, incluyendo una dimensión alienígena y una instalación especializada en cibernética. Para completar nuevamente su quórum de seis, reclutan a Gog. Finalmente, Spider-Man y varios otros héroes (incluidos Ghost Rider, Deathlok, Nova, Hulk y Solo) se enfrentan a los villanos cuando se apoderan de una base de HYDRA para obtener acceso a armas mortales y devastadoras del mundo. La mayoría de los miembros están nuevamente encarcelados, pero el Buitre y Hobgoblin escapan.

### Los Siete Siniestros
Una variación conocida como los Siete Siniestros está formada por Hobgoblin (Jason Macendale) para luchar contra Kaine. Los Siete Siniestros de Hobgoblin consisten en Beetle, Electro, Mysterio (Daniel Berkhart), Scorpion, Shocker y Buitre. Finalmente encuentran a Kaine y estalla una batalla. Spider-Man salva a Kaine de ser ejecutado; los dos luego trabajan juntos y vencen a los Siete Siniestros.

### Los Seis Siniestros de Sandman
Eventualmente, Sandman (que había sido convertido nuevamente en un villano por su antiguo aliado, el Mago)y el segundo Mysterio (el original que se suicidó después de su pelea con Daredevil) forman una nueva versión de Seis Siniestros, con Venom reemplazando temporalmente a Doc Ock con los otros miembros que consisten en Electro, el segundo Kraven el Cazador (Alyosha Kravinoff) y Buitre. Sandman usa a los Seis Siniestros para vengarse de Doctor Octopus por convertirlo en vidrio. Los Seis Siniestros son derrotados nuevamente y Venom posteriormente ataca a los varios miembros de los Seis Siniestros. Casi mata a Sandman y hiere gravemente a Electro y Kraven el Cazador antes de que él y su simbionte se separen brevemente el uno del otro.

### Los Seis Siniestros de la Guerra Civil
Una nueva versión de Seis Siniestros aparentemente se agrupa durante la historia de la Guerra Civil. La formación consiste en Doctor Octopus, Grim Reaper, Lagarto, Shocker, Trapster y Buitre. Son detenidos por el Capitán América y sus Vengadores secretos fuera del tablero y descubiertos atados y sometidos por S.H.I.E.L.D.

### Los Seis Siniestros de "Big Time"
Tras los acontecimientos de la historia de "El origen de las especies", en la que el Doctor Octopus reúne a los enemigos de Spider-Man para atacar al bebé de Harry Osborn (que el Doctor Octopus creía que tenía algo del ADN de Norman Osborn), solo Camaleón, Electro, Mysterio, Rhino y Sandman permanecen con el Doctor Octopus para reformar a los Seis Siniestros cuando el bebé no hereda el ADN de Norman Osborn. Su primer complot implica enviar Micro-Octobots para hacer estallar una base de la Fuerza Aérea. Esto es impedido por Spider-Man, los Vengadores y los Cuatro Fantásticos.
Spider-Man y la Fundación Futura se topan con un complot en una isla del Caribe por parte de los Seis Siniestros que implica el uso de una tripulación pirata zombi.Durante la pelea con los Seis Siniestros, Spider-Man se da cuenta de que el Doctor Octopus, Electro, Rhino y Sandman con los que están luchando son robots, mientras que Mysterio y Camaleón son los únicos reales presentes. Mientras tanto, el verdadero Doctor Octopus se infiltra en el Edificio Baxter para buscar planos tecnológicos específicos.
Mientras los Vengadores adultos se enfrentan a la erupción del Monte Etna, Tigra y los estudiantes de la Academia Vengadores se enteran de que Electro ha entrado en un laboratorio francés. Una vez en la escena, los estudiantes descubren que Electro está acompañado por el resto de los Seis Siniestros. Los Seis Siniestros dominan a los estudiantes y el Doctor Octopus roba un dispositivo que contiene energía autosuficiente.El Doctor Octopus y los Seis Siniestros luchan más tarde contra la Inteligencia, donde el Camaleón se había infiltrado en el grupo disfrazado de Klaw. Después de que los miembros de la Inteligencia son derrotados, los Seis Siniestros roban su Cañón Cero (un arma que cambia el campo de gravedad de la Tierra para enviar objetos específicos al espacio). El Doctor Octopus aparece más tarde con un traje de robot que lo ayudaría a mantenerse con vida.
El Doctor Octopus y Mysterio coordinan a los Octobots que se han infiltrado en la Estación Espacial Apogee 1 y se han apoderado de algunos de los miembros de la tripulación. Cuando Mysterio nota que algunos de los Octobots fueron deshabilitados, el Doctor Octopus les ordena a los Octobots que terminen su misión y luego destruyan la estación espacial.Cuando Spider-Man llega a la Estación Espacial Apogee 1, el Doctor Octopus presiona un botón que comienza a mover la Estación Espacial Apogee 1 cerca de la Tierra. Después de que la Estación Espacial Apogee 1 es destruida y la tripulación es evacuada por Spider-Man, Antorcha Humana y John Jameson, el Doctor Octopus le dice al resto de los Seis Siniestros que su plan maestro está a punto de comenzar.

#### Ends of the Earth
En la historia, todas las preparaciones del Dr. Octopus se concretan en un plan para conquistar el mundo. Doc activa un conjunto de antenas gigantes llamado Octaédrico que, a su vez, activa los satélites que orbitan la Tierra y los llama Octavian Lens. La lente trabaja para acelerar el efecto invernadero, que a su vez calienta la Tierra. Al piratear televisiones de todo el mundo, Doc describe lo que están haciendo sus satélites y los apaga. Él dice que puede salvar el mundo "a un precio". En el Palazzo Senatorio, una reunión internacional de líderes mundiales y las mentes más grandes del planeta se reúnen para discutir la supuesta oferta de Doc para salvar el mundo. Los Vengadores rompen la asamblea y Spider-Man captura a Camaleón, que está en la reunión disfrazado como, de todas las personas...Al Gore. Spider-Man deja ir a Camaleón, pero secretamente coloca un Spider-Tracer sobre él, lo que permite a Spidey y los Vengadores seguir a Camaleón hasta la costa mediterránea donde el resto de los Seis Siniestros está esperando. Los Seis someten a los Vengadores, dejando solo a Spider-Man de pie. Spidey es derribado cuando intenta obtener el control de los tentáculos del Doctor Octopus con su casco.
Los Seis Siniestros abandonan el área y el Doctor Octopus emite sus demandas: Control de doscientas instalaciones de misiles (para usar en su plan), así como dos mil millones de dólares por cada uno de los miembros de los Seis Siniestros. En respuesta, Spider-Man contacta a Horizon Labs para obtener ayuda. El Doctor Octopus envía a Sandman para proteger una de las instalaciones de misiles en el desierto del Sahara. Después de que Spider-Man, Black Widow y Silver Sable ingresen a la instalación y derroten a Sandman, el Doctor Octopus contacta a la ONU una vez más y les ordena matar a Spider-Man en represalia. En una incursión subsecuente en un misil, Spider-Man y sus aliados logran derrotar al Rhino, pero no pueden capturarlo porque son atacados por S.H.I.E.L.D. (bajo órdenes de la ONU, a través de las demandas de Doc Ock). Obligados a huir, Spidey y sus aliados intentan conseguir el apoyo de los otros héroes de la Tierra después de que el Hombre de Titanio les advierta del hecho de que Octavius ha estado reclutando a otros villanos. Al rastrear una instalación final, Spider-Man descubre que Octavius ya ha lanzado todos sus satélites. Sin embargo, esto se revela como un engaño creado por Mysterio y el Camaleón. Spider-Man vence al Camaleón cuando intenta atacarlos con una armadura "Doc-Ock". Spidey y sus aliados luego convencen a Mysterio para ayudarlos a rastrear la base de Octavius. Mientras encuentran la base, también se enfrentan a los "nuevos" Seis Siniestros, en forma de Vengadores controlados por la mente.
A pesar de la confianza de Octavius, los héroes prevalecen contra sus compañeros de equipo controlados por la mente; Black Widow y Hawkeye son noqueados por Iron Man mientras aún está bajo el control de Octavius. El nuevo entrenamiento de Spider-Man, combinado con la retención inconsciente del Capitán América, permite que Spider-Man y Sable derroten a Spider-Woman y Cap respectivamente. Finalmente, Mysterio usa un generador EMP para negar a los Octobots que controlan a Thor, Iron Man y Red Hulk. Ahora libre de "Octobot", estos tres Vengadores restantes se disponen a sacar los misiles de Octavius, mientras que Spider-Man y Silver Sable se enfrentan a Octavius en su base. Los dos se encontraron por primera vez con Rhino, quien decide ahogarse y llevarse a Sable con él en un intento de vencer psicológicamente a Spider-Man, pero Spidey reúne su fuerza, logra destruir los brazos y el equipo de Octavius y finalmente arrastra a su enemigo a un doctor.

### Marvel NOW!
Como parte del evento, el Superior Spider-Man (la mente del Doctor Octopus en el cuerpo de Peter Parker) encuentra unos nuevos Seis Siniestros que consiste en Boomerang (líder), Overdrive, Shocker, Speed Demon, Cerebro Viviente y Beetle (Janice Lincoln) que anteriormente luchó contra el Capitán América y Black Widow. El grupo de villanos ataca a Horizon Labs, pero Superior Spider-Man los derrota usando un campo de amortiguación de potencia para desactivar su equipo. Se está preparando para matar a Boomerang cuando la conciencia inmóvil de Peter Parker lo detiene. Otto entrega a los villanos al NYPD y al EMT a su llegada.
Esta versión de Seis Siniestros (menos Cerebro Viviente) aparece en su propia serie Superior Foes of Spider-Man. Los Seis Siniestros más tarde asaltaron la base de Búho. Overdrive y Speed Demon fueron capturados por Búho e interrogados. Beetle intentó chantajear al Búho para que los liberara mientras disimulaba secretamente para hacer copias de seguridad. Poco impresionado, Búho se preparó para ejecutarla cuando llegaron refuerzos en forma de Lápida (que se reveló como el padre de Beetle). En un punto para robar objetos de valor de Camaleón, incluido un retrato del Doctor Doom, los Seis Siniestros se aliaron con Búho, donde expandieron el grupo a un "Siniestro Dieciséis". Además de Boomerang, Beetle, Overdrive, Búho y Speed Demon, el grupo consiste en Armadillo, Bi-Bestia, Payaso, Ciclón, Human Fly, Canguro, Hombre Montaña Marko, Mirage, Scorcher, Shriek, Spot y Squid. El equipo eventualmente se separó después de que Boomerang los había arruinado por completo, incluido él mismo.

#### Seis Superiores
Tras la eliminación de los recuerdos de Peter Parker y la adquisición de la Balsa como su nueva base, a la que renombró Spider-Island II, Superior Spider-Man comienza a recolectar antiguos miembros de los Seis Siniestros y almacenarlos en su laboratorio submarino con la intención implícita de crear un nuevo equipo como Superior Spider-Man. Primero, adquirió el grano de arena que contenía la conciencia de Sandman.Cuando Electro regresó a la Tierra después de ser arrojado al espacio por Thor, Superior Spider-Man reclutó a Thor para ayudar a derrotar a Electro.Luego, Superior Spider-Man confiscó el Camaleón de la custodia de S.H.I.E.L.D.Superior Spider-Man se encontró con Mysterion (un villano que se viste como Mysterio) robando el banco. Al derrotar a Mysterion, Superior Spider-Man descubrió que el villano que pensaba que era Mysterio no era Quentin Beck, sino un hombre sin nombre que compró el equipo de Mysterio al Hobgoblin.Finalmente, el Superior Spider-Man se enfrentó al Buitre, quien busca vengarse del Superior Spider-Man por haberlo golpeado dos veces. El Superior Spider-Man logró derrotar al Buitre.
El Superior Spider-Man debuta con miembros controlados mentalmente como los supuestamente reformados "Seis Superiores" en el momento en que Lightmaster invade Alchemax para obtener un invento que funcionaría en sincronía con sus propios poderes de luz. Los Seis Superiores terminaron luchando contra la Brigada de Demolición (que fueron contratados por Lightmaster para ayudarlo).Debido al segundo ataque generalizado de Sun Girl, Superior Spider-Man perdió el control de los Seis Superiores y lo atacaron.Superior Spider-Man y Sun Girl tuvieron que formar equipo para derrotarlos.

#### Sesenta y Seis Siniestros
Mojo y Camaleón secuestran a Spider-Man y sus estudiantes de X-Men y los obligan a protagonizar un espectáculo que los enfrenta contra los Sesenta y Seis Siniestros. El grupo, que no se ve en su totalidad, está formado por dobles holográficos de varios enemigos de Spider-Man como Beetle, Carnage, DemoDuende, Doctor Octopus, Duster, Electro, Gibbon, Green Goblin, Grizzly, Hammerhead, Hobgoblin, Jackal, Jack O'Lantern, Kingpin, Kraven el Cazador, Lizard, Morbius el Vampiro Viviente, Mysterio, Puma, Rhino, Ringer, Sandman, Scorpion, Shocker, Shriek, Tombstone, Vermin y Vulture.

#### Los Seis Siniestros de Enjambre
Spider-Man y los estudiantes de la Escuela de Estudios Superiores Jean Grey se encuentran con la octava encarnación de los Seis Siniestros liderados por Enjambre y que consisten en el tercer 8-Ball, Delilah, Killer Shrike, el tercer Melter y Squid. Después de que Hellion derrotara a Enjambre, los otros miembros de los Seis Siniestros se rindieron.

### Los Seis Siniestros de Araña de Hierro
Al comprar una versión recoloreada y modificada de la armadura Araña de Hierro, el tío de Miles Morales, Aaron Davis, forma su encarnación de los Seis Siniestros que consiste en Bombshell, la versión de Francine Frye de Electro, la versión de Roderick Kingsley de Hobgoblin, Sandman y Spot. Su primera misión fue robar un Helicarrier de S.H.I.E.L.D. fuera de servicio.

### Sesenta Siniestros
Spider-Man juega con un paciente con cáncer llamado Nathan, donde imaginan que Nathan se convierte en Spider-Bite y "luchan" contra los Sesenta Siniestros de Stilt-Man, quienes desean obtener la figura de acción de Spider-Man de Spider-Bite. La alineación consta de Hombre Absorbente, Big Man, Black Cat, Black Tarantula, Boomerang, Calypso, Carrion, Carnage, Chameleon, Demogoblin, Doctor Octopus, Doppelganger, Electro, los Enforcers, Fusión, Green Goblin, Grey Goblin, Hammerhead, Hobgoblin, Hydro-Man, Jack O'Lantern, Jackal, Joystick, Juggernaut, Kaine, Kingpin, Kraven el Cazador, Kraven el Cazador II, Kraven el Cazador III, Lady Octopus, Lizard, Mephisto, Señor Negativo, Molten Man, Morbius, el Vampiro Viviente, Morlun, Mysterio, Raptor, Rhino, Sandman, Sasha Kravinoff, Scorpia, Scorpion, Scream, Screwball, Shocker, Shriek, Silvermane, Sin-Eater, Alistair Smythe, Stunner, Swarm, Tarantula, Venom, Vermin y Vulture. Spider-Man y Spider-Bite derrotan a los Sesenta Siniestros en Grand Central Station y evitan que Stilt-Man reclame la figura de acción de Spider-Man.

### Guerra Siniestra
Mientras el Doctor Octopus descubre pistas sobre algunos de sus recuerdos perdidos, exhuma un ataúd inesperadamente vacío en un cementerio. Kindred envía uno de sus ciempiés para que entre en el oído del Doctor Octopus, dejándolo inconsciente.
En un período previo a "Sinister War", Kindred le dice al Doctor Octopus que puede ayudarlo con sus recuerdos, pero necesitará reunir a cinco personas más.En una playa desconocida, el Doctor Octopus ayuda a Sandman con su pérdida de dirección y promete resolver el problema de inmortalidad de Sandman.Al construir una máquina especial, el Doctor Octopus resucita a Electro con sus poderes intactos mientras Kindred comenta sobre las habilidades de Electro mientras afirma que el Doctor Octopus se está acercando a su verdadero yo.El Doctor Octopus y Electro encuentran a Kraven el Cazador en la Tierra Salvaje cazando un dinosaurio. Electro electrocuta al dinosaurio, y el Doctor Octopus recluta a Kraven el Cazador en los Seis Siniestros prometiéndole cazar al Lagarto.El Doctor Octopus obliga a Curt Connors a usar el Acelerador del Genoma Isotope en sí mismo, lo que lo separa de su lado Lagarto. Kindred luego completa los Seis Siniestros al hacer que Mysterio se una a él mientras Kindred nota que su final con Spider-Man se acerca.
Cuando los Seis Salvajes atacan el estreno mundial de una película en la que estaban involucrados Mary Jane Watson y un Mysterio disfrazado, los Seis Siniestros intervienen para conseguir que Mysterio se una a sus filas a pesar de la intervención de Spider-Man. Mysterio cumple con el Doctor Octopus y teletransporta a Mary Jane mientras el Doctor Octopus noquea a Spider-Man.Kindred mantuvo a los Seis Salvajes en la reserva en caso de que el grupo de Extranjero, los Superior Foes y el Sindicato Siniestro no pudieran eliminar a Spider-Man.Gravemente herido, Peter se siente aliviado al descubrir que Black Cat, Wolverine y Antorcha Humana han llegado para ayudar, sin saber que son Mysterio, Lizard y Electro con disfraces de ilusión creados por el primero. Lizard activa su trampa demasiado pronto al atacar a Peter, para gran disgusto de Mysterio. Peter se defiende de los Seis Siniestros hasta que el Doctor Octopus lo atrapa con sus tentáculos. Peter intenta apelar a la mejor naturaleza del Doctor Octopus, diciéndole que ya no es así. El Doctor Octopus duda brevemente, pero la creciente presión del resto de los Seis Siniestros lo obliga a actuar, aunque esto le da a Peter tiempo suficiente para liberarse. Los Seis Salvajes atacan a los Seis Siniestros, lo que le da tiempo a Peter para escapar.

## Miembros
| Seis Siniestros 1 - Originales - Doctor Octopus (líder) - Electro - Kraven el Cazador - Mysterio (Quentin Beck) - Hombre de Arena - Buitre (Adrian Toomes) | Seis Siniestros 2 - Regreso - Doctor Octopus (líder) - Electro - Hobgoblin (Jason Macendale) - Mysterio (Quentin Beck) - Hombre de Arena - Buitre (Adrian Toomes) | Seis Siniestros 3 - Venganza - Doctor Octopus (líder) - Electro - Gog - Hobgoblin (Jason Macendale) - Mysterio (Quentin Beck) - Buitre (Adrian Toomes) | Siete Siniestros - Hobgoblin (Jason Macendale) (líder) - Beetle (Abner Jenkins) - Electro - Mysterio (Quentin Beck) - Scorpia - Shocker - Buitre (Adrian Toomes) | Seis Siniestros 4 - Sandman - Hombre de Arena (líder) - Electro - Kraven el Cazador (Alyosha Kravinoff) - Mysterio (Daniel Berkhart) - Venom (Eddie Brock) - Buitre (Adrian Toomes) | Seis Siniestros 5 - Civil War - Doctor Octopus (líder) - Grim Reaper - Lagarto - Shocker - Trapster - Buitre (Adrian Toomes) | Seis Siniestros 6 - Big Time - Doctor Octopus (líder) - Camaleón - Electro - Mysterio (Quentin Beck) - Rhino - Hombre de Arena | Seis Siniestros 7 - Marvel Now - Boomerang (líder) - Beetle (Janice Lincoln) - Cerebro Viviente - Overdrive - Shocker - Speed Demon | Seis Siniestros 8 - Era de Apocalipsis - Dr. Octopus (líder) - Cloak - Dagger - Sonique - Sauron - Blob - Jean Grey |

## Otras versiones

### Era de Apocalipsis
En esta línea temporal, Mr. Siniestro reúne su propio grupo, formado por: Cloak y Dagger, Sonique, Sauron, Blob y Jean Grey.

### Marvel 1602
El Sexteto Siniestro de la Tierra-311 está formado por la versión del universo de Carnage con Electro, Hobgoblin, Karnov (la versión de la Tierra-311 de Kraven el Cazador), Magus (la versión de la Tierra-311 de Mysterio) y Serpent (que es similar a Lizard) como sus miembros. Los Web-Warriors que saltan de dimensión y ayudan a las dimensiones que perdieron a su Spider-Man derrotaron al Sexteto Siniestro y mientras reúnen a sus cautivos, notan que Electro escapó, sin que el grupo lo supiera, los siguió hasta la Gran Red.

### Marvel Zombies
Una versión zombificada de los Seis Siniestros aparece en Marvel Zombies: Dead Days. Se los ve atacando a civiles inocentes en el helitransporte de S.H.I.E.L.D., pero son repelidos por Wolverine y Magneto. Estos miembros infectados incluyen al Doctor Octopus, Duende Verde, Buitre, Sandman, Electro y Mysterio.

## Otros medios

### Televisión
- En la serie Spider-Man de la década de los 90´s salió otra versión de este grupo llamado Insidious Six (la cadena Fox Kids censuró la palabra Sinister). Formado en el comienzo de la premier de dos partes de la temporada 2, los Seis Siniestros son creados por Kingpin para liquidar su deuda con su enemigo Silvermane y consiste en el Doctor Octopus, Mysterio, Shocker, Camaleón, Rhino y Escorpión. En un comienzo los villanos no logran capturarlo, pero tras darse cuenta de la conexión de Peter Parker en fotografiar a Spider-Man, el Doctor Octopus y el Camaleón engañan a la tía May haciéndole creer que Peter está enfermo y fue hospitalizado para así tomar a la tía May presa en un hospital falso, exigiendo a Parker que les entregue a Spider-man a cambio de la libertad de su tía. Peter va a rescatar a su tía pero los Seis Siniestros lo dominan y capturan fácilmente (debido a la pérdida temporal de sus poderes), cuando al fin lo desenmascaran y descubren quien es, los Seis Siniestros creen erróneamente que Peter Parker no es Spider-Man porque no tenía las habilidades con las ellos se habían enfrendado a él antes y asumen que Peter no pudo encontrar al verdadero Spider-Man y se disfrazó de él para intentar salvar a su tía. Spider-Man los derrota cuando regresan sus poderes arácnidos. Los Seis Siniestros regresan en "Los Seis Guerreros Olvidados", con Kingpin y en sustitución de Mysterio con el Buitre. En su intento de desbloquear una máquina del Juicio Final; el Camaleón traiciona al grupo de ponerse del lado de su padre adoptivo, Red Skull. Están derrotados y encarcelados de nuevo.

- También aparecen en la serie de animación de 2008, The Spectacular Spider-Man. Introducido en el episodio "Terapia de grupo", el grupo está formado por el Doctor Octopus (1st), Hombre de Arena, Shocker (1st), Buitre, Rhino y Electro. Al igual que en la versión original del equipo, el Doctor Octopus es fundador y líder del grupo. Los villanos en común sus recursos y organizar una fuga ordenada por Doc Ock través de Hammerhead, a continuación, ir después tras Spider-Man. Spider-Man finalmente los vence a ellos usando su traje simbionte negro. El equipo nunca realmente utiliza el nombre de clave "Seis Siniestros" entre ellos; sólo se utiliza en el titular del Daily Bugle de reportar su derrota y captura. En el episodio "Refuerzos", Master Planner (Doc Ock) organiza la reforma de los Seis Siniestros (nombrado explícitamente como tal esta vez) con un androide de Mysterio (2nd) y una ilusión del Buitre como el escape de Rhino y el Hombre de Arena. Kraven el Cazador (2nd) ataca con Electro en Ravencroft, pero el Doctor Octopus está aparentemente poco dispuestos a unirse a ellos. Spider-Man derrota del grupo cuando atacan a la pista de patinaje cerca del árbol de Navidad en la ciudad. El Buitre sigue siendo la mano derecha del Doctor Octopus hasta que son ambos de sus capturas durante la cumbre del Día de San Valentín.

- También aparecen en la nueva serie de Ultimate Spider-Man:
  - En la segunda temporada, el episodio 6, "Los Seis Siniestros", el grupo está formado por Doctor Octopus (líder), Electro, Rhino, Kraven el Cazador y Escarabajo (1st) que se unen bajo el agua en el laboratorio de Doc Ock en el río Hudson. Doctor Octopus incluso completó a los Seis Siniestros mutando la fuerza de Curt Connors en el Lagarto y la colocación de un dispositivo de control sobre él. Luego, los Seis Siniestros atacan a Spider-Man, Lagarto ataca a Kraven como trucos de Spider-Man, Rhino inunda el laboratorio del Doctor Octopus, causando que Electro electrocute casi a todo el mundo. Spider-Man se retira hacia la estatua de la libertad de la siguiente manera los Seis Siniestros lo persiguen. El equipo de Spider-Man (Power Man, Puño de Hierro, White Tiger y Nova) llegan para ayudar a combatir el grupo. Lagarto escapa hacia las alcantarillas mientras que los otros son detenidos. En el episodio 25, "El Regreso de los Seis Siniestros", el Doctor Octopus utiliza tecnología robada de Oscorp para invadir la isla de Ryker para equipar al Lagarto, Electro, Rhino, Kraven el Cazador y Escorpión (2nd) con armadura. Los blindados Seis Siniestros dan a Spider-Man un tiempo duro hasta que Iron Patriot y el equipo de Spider-Man llegan. Los blindados Seis Siniestros combinan sus ataques para acabar con Iron Patriot. Aunque un poco de esfuerzo, Spider-Man gana contra los Seis Siniestros a pesar de que Doctor Octopus convierte a Norman Osborn en el Duende Verde de nuevo.
  - En la cuarta temporada, en los 2 episodios de "El Ataque de HYDRA", Spider-Man, la Araña de Hierro y el Agente Venom derrotan y detienen a Doc Ock. Sin embargo, esto es en realidad parte del plan de Ock, ya que tiene un Octobot miniatura para unir a los nanobots de Enjambre al estallar, el envío de los nanos Octobots todo a la transformación del Tri-Carrier en la Isla HYDRA. Doctor Octopus se reconfigura en una nueva armadura de soporte vital (parecido a sus confines de la tierra de diseño) y revela una alianza con HYDRA, y ha creado un ejército de duendes Soldados (mutados del Duende, Spider-soldados). Doc Ock luego libera los supervillanos a bordo del Tri-Carrier (Batroc el Saltador, Boomerang y Kraven el Cazador). Se les informa que tiene la intención de reformar a los Seis Siniestros, y ofrece que el primero de ellos en capturar a Spider-Man será el primero en unirse. Kraven ocupa esta oferta y persigue a Spider-Man y Araña Escarlata. Doctor Octopus ha pensado originalmente para liberar al Duende Verde para llevar a los soldados duendes. Sin embargo, Norman Osborn revela su auto-inoculación con una cura que se hace inmune al suero. Doctor Octopus luego intenta inyectar a Harry Osborn lugar pero la interferencia oportuna de Spider-Man y Araña Escarlata en salvar a los Osborns. Después de que los héroes relacionados con la araña se las arreglan para enviar Arnim Zola y la isla HYDRA de volar en el espacio, el Doctor Octopus escapa y comienza a buscar a los antiguos miembros del equipo para volver a introducirla. Como se muestra en el episodio 8, "El Anti-Venom", la Red de Guerreros de Spider-Man han ido eliminando sistemáticamente a varios supervillanos al número de candidatos Seis Siniestros en diluir al Dr. Octopus. En el episodio 10, "Los Nuevos 6 Siniestros, Parte 1", el Doctor Octopus ha montado a sus Seis Siniestros con Kraven el Cazador, el demonio Duende Verde de otro universo (1st), Rhino, Hydro-Man (1st) y Electro (1st), donde atacan el Triskelion. Después de la mayoría de los Seis Siniestros fue derrotado por la Academia S.H.I.E.L.D., el Doctor Octopus reveló a Spider-Man que en realidad formó a los Siete Siniestros cuando su espía en el interior se revela como Araña Escarlata que derrota y desenmascara a Spider-Man. En el episodio 11, "Los Nuevos 6 Siniestros, Parte 2", Hydro-Man es derrotado por el Hombre de Arena, mientras que el Doctor Octopus se escapa, después que Araña Escarlata traicionara a los siete. En los episodios finales de "Día de Graduación", se confirmó que cinco miembros de los seis como Escorpión (2nd), el Doctor Octopus, Rhino, Kraven el Cazador, Buitre (2nd) y Crossbones (2nd) que se transformó en el Lagarto. El Doctor Octopus engaña a Spider-Man y a sus aliados en la detención de ellos para que puedan salir, ponen en peligro a la tía May suficiente para que Spider-Man de inyectarle el suero que anularía sus poderes y atrapan al equipo en la ceremonia de graduación de la Academia S.H.I.E.L.D. en un campo de fuerza de contratación. Con la ayuda de Norman Osborn, Spider-Man recuperó sus poderes y en la que utiliza el mismo suero del antídoto en Crossbones, Buitre y Rhino al vencer a Kraven el Cazador y Escorpión. Tras el Doctor Octopus mutando en un monstruo pulpo gigante sin sentido, Spider-Man utiliza el mismo suero sobre él y le convence en rendirse.
- Los Seis Siniestros aparecen en la nueva serie, Spider-Man. Originalmente en "El Surgimiento de Doc Ock, Parte 4", que eran los Comandos Osborn, una fuerza de combate reunió por Norman Osborn y compuesta por el personal y estudiantes de la Academia Osborn, que son el Doctor Octopus, Buitre, Rhino, Alistair Smythe y Araña de Acero. Sin embargo, Otto Octavius tiene defectos y pone al equipo bajo control mental (similar a los Superiores Seis), y cambia el nombre del equipo como los Cinco Siniestros. En el episodio "Hobgoblin, Parte 1", El Doctor Octopus secuestra a Max Modell y hace que Spider-Man combata a los Cinco Siniestros en un intento de rescatarlo. Más tarde se revela que Modell solo fue secuestrado para llevar a Spider-Man, lo que permitió a Otto controlarlo y hacerlo ahora parte de los Seis Siniestros. Spider-Man escapa a los de control mental gracias a Hobgoblin (Harry Osborn) y libera el resto de los Cinco Siniestros del control de Otto, que llevó a los otros miembros para perseguir a Otto por venganza. En el episodio " Hobgoblin, Parte 2", Spider-Man y Hobgoblin han reunido a los otros miembros. Cuando se trata del Doctor Octopus en su ataque al Laboratorio Horizon High, él está atrapado por Norman Osborn, que está secretamente en la armadura Hobgoblin.

### Cine

#### The Amazing Spider-Man
En la escena poscréditos, el Dr. Kurt Connors es encarcelado luego de ser el asesino del Capitán George Stacy e intentar convertir a toda la ciudad de Nueva York en personas con problemas mutagenicos y de apariencia similar a la de su alter ego El Lagarto. En la celda, un hombre aparece de entre las sombras y le pregunta a Connors si le dijo a Peter la verdad sobre su padre. Después el hombre desaparece de entre las sombras. Cronológicamente, entre los eventos de The Amazing Spider-Man 2: Rise of Electro, Harry Osborn se encuentra en un manicomio y recibe una visita por un hombre misterioso ahora revelado como Gustav Fiers, que le dice que han encontrado a varios hombres para enfrentar a Spider-Man y Harry le dice que sea un grupo pequeño y que la tecnología necesitada esta en Oscorp. Mientras Fiers va caminando en el pasillo de Proyectos Especiales se ven los brazos del Dr. Octopus, las alas del Buitre y la armadura de Rhino. Durante los créditos, se escucha la canción de Alicia Keys llamada «It's On Again», momento en que se ven imágenes de los villanos que formarían parte de los Seis Siniestros. En la parte final de la música, además del planeador del Duende Verde y la armadura de Rhino (los cuales ya se vieron en la película), también se pueden ver los tentáculos mecánicos del Doctor Octopus, las alas del Buitre (estas se vieron en una escena también), una especie de logo que parece un animal insinuando a Kraven el Cazador y finalmente una especie de humo, el cual podría tratarse de Mysterio o el Camaleón.
Se prevé una adaptación para la gran pantalla en 11 de noviembre de 2016, dirigida por Drew Goddard, como spin-off de la saga The Amazing Spider-Man. Sin embargo, el 9 de febrero del 2015 se confirmó que Sony y Marvel Studios compartirán su personaje para el Universo Cinematográfico de Marvel pero no detendrá su producción, aun así si se llegara a realizar esta adaptación no formaría parte del universo cinematográfico de la saga de The Amazing Spiderman ya que la saga fue cancelada luego de la segunda película la cual abrió las posibilidades de la aparición de este grupo de villanos en alguna secuela (cuyos planes también fueron cancelados), dejando esta saga de películas inconclusa.

#### Universo cinematográfico de Marvel
En un correo electrónico de Amy Pascal filtrado durante el hack de Sony Pictures, Pascal reveló que planeaba que Spider-Man de Tom Holland apareciera en una película de los Seis Siniestros en el Universo cinematográfico de Marvel, si el próximo acuerdo de licencia de Sony con Marvel Studios fuera exitoso. Cuatro miembros potenciales de Seis Siniestros han aparecido en el UCM: Adrian Toomes/Buitre y Quentin Beck/Mysterio, quienes aparecieron como los principales antagonistas en las películas de acción real Spider-Man: Homecoming y Spider-Man: lejos de casa respectivamente, y Herman Schultz/Shocker y Mac Gargan, quienes también aparecieron en Homecoming como antagonistas secundarios. Aunque Numan Acar apareció como Dmitri Smerdyakov en Lejos de casa, fue retratado como un aliado en lugar de un villano y no se insinuó que fuera Camaleón.
Tras el lanzamiento de Lejos de casa, se anunció que Jamie Foxx repetiría su papel como Max Dillon/Electro de The Amazing Spider-Man 2 (2014), y se anunció que Alfred Molina repetiría su papel como Otto Octavius/Doctor Octopus de Spider-Man 2 (2004) en Spider-Man: No Way Home (2021). Además, se anunció la aparición de Norman Osborn/Duende Verde, Flint Marko/Hombre de Arena y Curt Connors/Lagarto, con Willem Dafoe y Thomas Haden Church retomando sus respectivos papeles como Osborn y Marko de la trilogía cinematográfica Spider-Man de Sam Raimi y Rhys Ifans retomando su papel como Connors de The Amazing Spider-Man (2012).
Un sexto villano aparece en la película en la forma de Eddie Brock/Venom, con Tom Hardy retomando su papel del Universo Spider-Man de Sony. Sin embargo, el personaje es, en cambio, un antihéroe, no interactúa con los otros villanos y su aparición sin acreditar se limita a una escena de mitad de créditos.

#### Universo Spider-Man de Sony
Tras la colaboración entre Marvel Studios y Sony Pictures, se revivieron muchos spin-offs que habían estado en desarrollo anteriormente, y el primero de ellos, la película de acción en vivo Venom, se estrenó el 5 de octubre de 2018. Los planes de diciembre de 2013 de Sony para su El propio universo expandido incluía una película basada en Seis Siniestros, con Drew Goddard adjunto para escribir y potencialmente dirigir. Se confirmó que Goddard dirigiría la película en abril de 2014. Se creía que la película había sido cancelada en noviembre de 2015 cuando Sony se estaba enfocando en su nuevo reinicio con Marvel. En octubre de 2018, Goddard reconoció que su guion eventualmente podría usarse para una película. En diciembre del mismo año, la productora Amy Pascal confirmó que el estudio tiene la intención de usar el guion en un próximo proyecto y expresó el deseo de la compañía de que el cineasta también dirigiera la película.
En la escena poscréditos de Morbius (2022), Toomes del UCM se acerca al Dr. Michael Morbius, en un esfuerzo por formar un equipo. Se supone que el equipo será los Seis Siniestros, con el director Daniel Espinosa expresando interés en que Norman Osborn sea parte del grupo.

### Videojuegos
- El videojuego para NES Spider-Man: Return of the Sinister Six, el grupo o forma la Segunda formación.
- El juego de GameBoy Spider-Man 2: The Sinister Six, lo formaban: Doctor Octopus, Mysterio, Sandman, Buitre, Escorpión y Kraven the Hunter.
- En la versión de Sega para The Amazing Spider-Man vs. The Kingpin, los miembros de la segunda formación aparecen como jefes finales.
- Existió un juego para DOS llamado Spider-Man vs. The Sinister Six, un juego interactivo con múltiples finales. Eran Doctor Octopus, Camaleón, Mysterio, Hobgoblin, Buitre y Shocker.
- En el videojuego Spider-Man: Friend or Foe, no aparecen los Seis Siniestros como formación, pero Mysterio, controla a seis villanos (Green Goblin, Doctor Octopus, Rhino, Sandman, Scorpion y Venom) con el poder de un amuleto.
- En una misión extra de Lego Marvel Super Heroes, narrada por Deadpool, Spider-Man combatirá contra los Seis Siniestros (Doc Octopus, Electro, Kraven el cazador, Sandman, Buitre y Mysterio) la formación original.
- Los Seis Siniestros aparecen en Marvel Future Fight, y consisten en Mysterio disfrazado de Doctor Octopus, Buitre, Rhino, Kraven el Cazador, Sandman y Lizard. Colaboran con A.I.M, pero finalmente son derrotados por Spider-Man y sus aliados.
- En el videojuego Spider-Man, para PS4, Spidey se enfrenta a una variante de los Seis Siniestros exclusiva del propio juego (Doc Octopus, Electro, Buitre, Rhino, Scorpion y Señor Negativo). Otto forma el grupo en un intento de vengarse de su antiguo socio de negocios, Norman Osborn, y se enfrentan con Spider-Man cuando interfiere.